# Un 30 mai ici-bas

Un 30 mai ici-bas est le premier documentaire participatif québécois imaginé et réalisé par Fabien Deglise. Il rassemble dans un format de 44 minutes des fragments de quotidien tous filmés le 30 mai 2014 un peu partout au Québec ainsi que par des Québécois ailleurs dans le monde. Il a été présenté publiquement une première fois le 3 novembre 2014 à Montréal. Plus de 1100 personnes ont participé à cet exercice de narration collective du présent. Le montage a été assuré par Michel Cordey. Ce documentaire a été réalisé avec la complicité du quotidien Le Devoir et de l'Institut national de l'image et du son (Inis). Il s'inspire en partie du projet de documentaire Un jour dans la vie (Life in a Day) du réalisateur Kevin Macdonald et du producteur Ridley Scott. 
Les réalisateurs Olivier Asselin, Anaïs Barbeau-Lavalette, Manon Briand, Philippe Falardeau, Julien Fontaine, Philippe Gagnon, Stéphane Lafleur, Stefan Miljevic, Mathieu Roy, Ricardo Trogi ont contribué à ce documentaire en insérant des vidéos de 30 secondes représentant un bout de leur quotidien ce jour-là. 
La trame sonore a été interprétée, enregistrée ou imaginé le 30 mai 2014 par Viviane Audet, Forêt, Alexandra Streliski, Guillaume Pascale et le groupe folk gaspésien Lily of the Valley.
La réception critique de ce documentaire a été très bonne. Il a été qualifié d'œuvre kaléidoscopique par le conteur Fred Pellerin.